# Championnats du monde de relais mixte de biathlon 2006
Navigation
Hochfilzen 2005 Antholz 2007
Les Championnats du monde de biathlon 2006 se tiennent le 12 mars 2006 à Pokljuka (Slovénie). Seule l'épreuve de relais mixte figure au programme en cette année olympique, toutes les autres épreuves se déroulant aux Jeux olympiques d'hiver de 2006, dont la mass start, épreuve nouvellement admise aux Jeux olympiques.

## Déroulement
Pour la deuxième fois, un championnat du monde de relais mixte est organisé en marge d'une étape de Coupe du monde, après 2005 à Khanty-Mansiïsk. 
L'épreuve de relais mixte se déroule par équipes de 4 biathlètes. Les premiers et troisièmes relayeurs sont des femmes tandis que les deux autres relayeurs sont des hommes. 26 équipes (neuf des dix-sept nations inscrites alignent 2 équipes) disputent ce deuxième championnat du monde de relais mixte.
Avant le début de la compétition, la neige tombe abondamment et les températures sont glaciales, puis pendant la course le vent soufflant en rafales perturbe les biathlètes, au point que les équipes cumulent 143 tours de pénalité à l'arrivée, un record. C'est l'équipe II de Russie qui s'impose devant la Norvège I et la France I de Raphaël Poirée.

## Les résultats
| Epreuve                   | Or                                                                   | Argent                                                                    | Bronze                                                                           |
| 12 mars : Relais 4 x 6 km | Russie II Anna Bogali Sergei Tchepikov Irina Malgina Nikolay Kruglov | Norvège I Linda Tjörhom Halvard Hanevold Tora Berger Ole Einar Björndalen | France I Florence Baverel-Robert Vincent Defrasne Sandrine Bailly Raphaël Poirée |

## Le tableau des médailles
| Médailles | Pays    | Or | Argent | Bronze | Ensemble |
| --------- | ------- | -- | ------ | ------ | -------- |
| 1         | Russie  | 1  | 0      | 0      | 1        |
| 2         | Norvège | 0  | 1      | 0      | 1        |
| 3         | France  | 0  | 0      | 1      | 1        |